# Alfredo Argensó
Alfredo Argensó Salla (Barcelona, España, 4 de noviembre de 1974) es un exfutbolista español. Jugaba de portero, brilló durante varios años, actualmente tiene una escuela de porteros y  es entrenador de porteros del C.D.Roda.

## Clubes
| Club                   | País   | Año       | Partidos |
| ---------------------- | ------ | --------- | -------- |
| RCD Espanyol B         | España | 1998-1999 | ¿?       |
| RCD Espanyol           | España | 1998-1999 | 6        |
| Club Deportivo Badajoz | España | 1999-2000 | 33       |
| RCD Espanyol           | España | 2000-2003 | 39       |
| Elche CF               | España | 2002-2003 | 28       |
| Girona FC              | España | 2003-2004 | 1        |